# Rocco Forte Hotels
Rocco Forte Hotels is een hotelmerk waaronder Rocco Forte & Family PLC vijfsterrenhotels exploiteert.
Rocco Forte Hotels is een van de grotere exploitanten van luxe vijfsterrenhotels in Europa. Begin 2025 telde de keten 15 hotels en waren er 4 in ontwikkeling zijn. 

## Bedrijfsgeschiedenis
Na de overname van de Forte Group door Granada plc. in 1996, richtten Sir Rocco Forte en Olga Polizzi (kinderen van hotelmagnaat Lord Forte) RF Hotels op. De rechten op de naam Forte gingen aanvankelijk verloren in 1996, toen Granada plc. de Forte Group kocht. Het eerste hotel dat door het nieuw gevormde bedrijf in 1997 werd gekocht, was het Balmoral Hotel in Edinburgh, een voormalig Forte Group-hotel, dat te koop was gezet door de nieuwe eigenaren Granada plc.
In 2001, na de splitsing van Compass Group van de mediabelangen van Granada plc., werd het gebruik van het Forte-handelsmerk teruggegeven aan Sir Rocco Forte als een gebaar om de bittere erfenis van de overname te verdrijven.  In 2003 veranderde het bedrijf zijn naam in Rocco Forte Hotels en op 29 juli 2007 in The Rocco Forte Collection. De groepsnaam werd in 2011 weer gewijzigd in Rocco Forte Hotels. De verkoopkantoren van de groep zijn gevestigd in Londen, Rome, Frankfurt, Moskou, Madrid, New York en Los Angeles. Als merk van Rocco Forte Hotels Limited bezit en beheert de groep luxe vijfsterrenhotels. Brown's Hotel, Hotel de Rome en Hotel Amigo zijn lid van The Leading HotelsThe  of the World. 
In december 2023 kondigde het bedrijf de verkoop aan van een minderheidsbelang van 49% aan het Saudi Arabia 's Public Investment Fund.  De deal waardeerde de onderneming op £ 1,4 miljard. In augustus 2024 kondigde de hotelgroep de uitbreiding aan van vijf nieuwe hotels in heel Europa. 

## Locaties
Rocco Forte Hotels omvat 15 hotels. 
Duitsland
- Hotel de Rome in Berlijn
- Het Charles Hotel in München

Europa
- Balmoralhotel in Edinburgh
- Brown's Hotel in Londen5
- Hotel Astoria in Sint-Petersburg

- Hotel de la Ville in Rome
- Hotel de Russie in Rome
- Hotel Savoy Florence in Florence
- Masseria Torre Maizza in Apulië
- Rocco Forte -huis in Rome
- Villa Igiea in Palermo

Het Angleterre Hotel in Sint-Petersburg, Rusland, wordt ook beheerd door Rocco Forte & Family PLC, maar is geen Rocco Forte Hotels.